# 올루세군 오바산조
올루세군 매슈 오키키올라 오군보예 아레무 오바산조(영어: Olusegun Matthew Okikiola Ogunboye Aremu Obasanjo, GCFR, 요루바어: Olúṣẹ́gun Ọbásanjọ́ 올루셰궁 오바상조 [olúʃɛ́ɡũ ɔbásanɟɔ], 문화어: 올루세군 오바산죠, 1937년 3월 5일 ~ )는 나이지리아의 군인이자 정치인으로 나이지리아의 군사 평의회 부의장을 역임하고, 1976년 2월부터 1979년 10월까지 군사 통치자로서 나이지리아의 국가 원수를 지냈으며 1999년 5월부터 민주적으로 대통령으로 선출되어 8년간 그 직위에 있었다.

## 어린 시절
오군주 아베오쿠타에서 태어나 오우에서 자라왔다. 그의 첫 이름 올루세군은 요루바어로 "하느님은 승리적이다."를 의미한다.
오바산조는 1952년부터 1956년까지 고향의 침례교 남자 고등학교에서 수학하였다.  그는 학문적으로 잘 하였으나 자신의 가족의 낮은 재정적 처지의 이유로 대학에 갈 수가 없었다.
21세의 나이에 그는 나이지리아 육군에 징병되었다.  그는 잉글랜드 올더쇼트에 있는 몬스 사관 생도 학교에서 6달간 단기간 복무 임관 훈련에 참석하였다.
그는 더욱 나가서 채텀에 있는 군사 공학 왕립 대학교와 뉴버리에 있는 검사 학교, 런던에 있는 왕립 국방 연구소, 푸나에 있는 인도 국방 대학교와 인도 육군 학교, 그리고 웰링턴에 있는 국방 참모 대학교에서 훈련을 받았다.  그는 그 후에 나이지리아 육군에서 사관으로서 임관되었다.

## 군사 복무

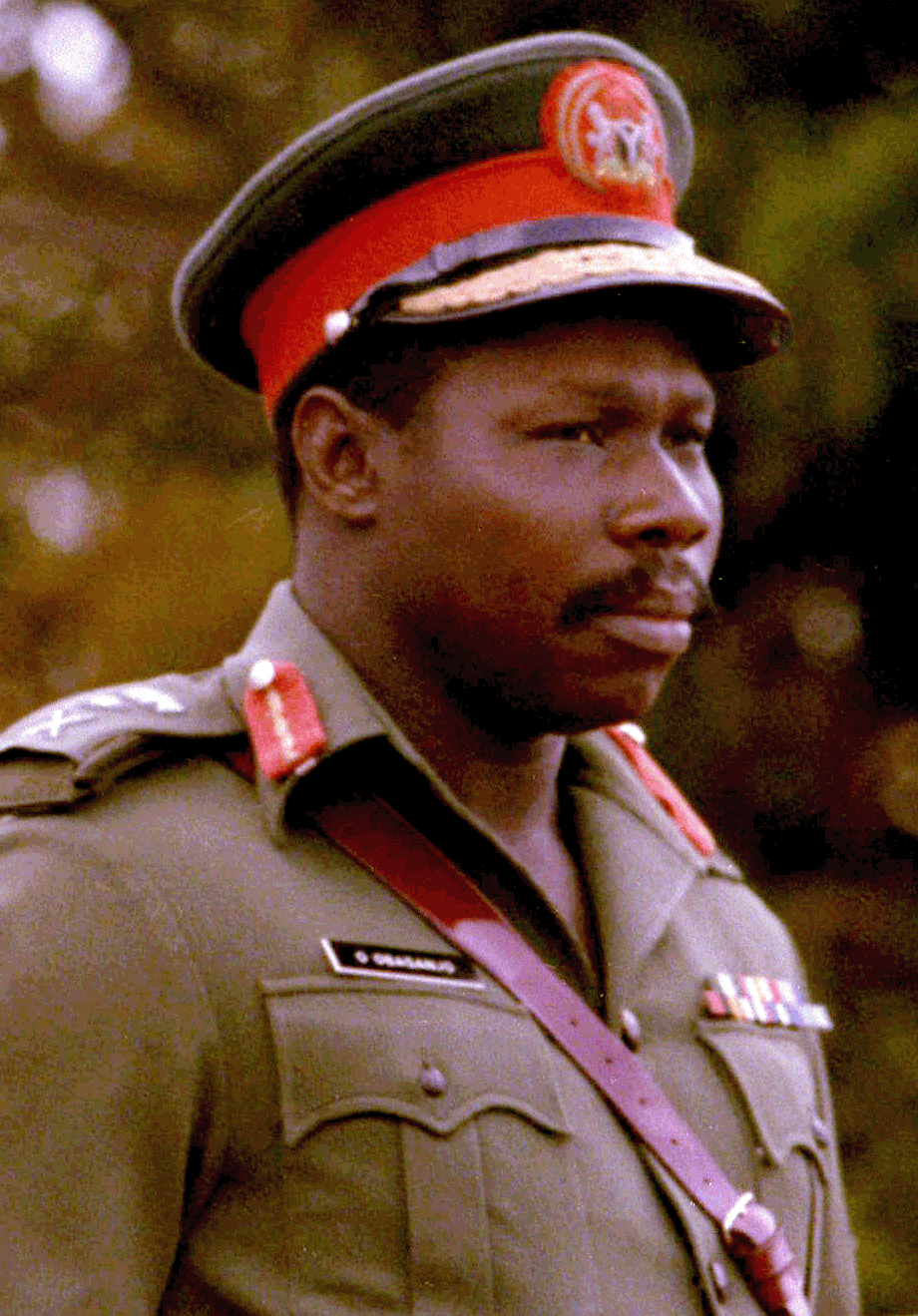
1978년의 오바산조

군인으로서 오바산조는 카두나에서 1 지역 분부에서 복무하였다.  공병 참모로 진급된 후, 그는 1967년 7월부터 2 사단 후위, 그러고나서 이바단 수비대 기구로 재지정된 2 지역 분부의 사령관으로 만들어졌다.  그는 또한 당시 콩고 위기에서 유엔 평화군과 복무하기도 하였다.
비아프라 전쟁이 일어나는 동안 그는 오웨리를 차지한 육군의 해병 특공 3부대를 명령하여 효과적으로 내란에 종말을 가져왔다.
1974년 오바산조 준장은 노동과 주택 공급을 위한 연방 위원으로 임명되었다.  1975년 7월 29일 쿠데타가 일어난 후, 그는 참모 총장으로서 무르탈라 모하메드 준장에게 부사령관이 되었다.
1976년 2월 13일 부카 수카 딤카 대령에 의하여 지도된 쿠데타의 공모자들은 암살을 위하여 오바산조, 무르탈라와 다른 상급 군사 인물들을 주목하였다.  무르탈라는 쿠데타 미수에서 살해되었으나 오바산조는 탈출하였다.
그는 후에 최고 군사 평의회에 의하여 국가 원수로 임명되었다.  무르탈라에 의하여 설립된 명령 계통을 지킨 오바산조는 1979년 민간 정부의 복고를 위하여 프로그램을 지속하고, 공공 사업의 품질을 향상시키는 데 개혁 프로그램을 진척시키는 데 서약하였다.
그해 10월 1일 오바산조는 민주적으로 선출된 민간인 대통령 셰후 샤가리에게 정권을 넘겨주어 그러므로 나이지리아에서 평화적으로 민간 통치로 권력을 건네는 데 첫 군사 국가 원수가 되었다.

## 이후의 경력과 대통령 직위

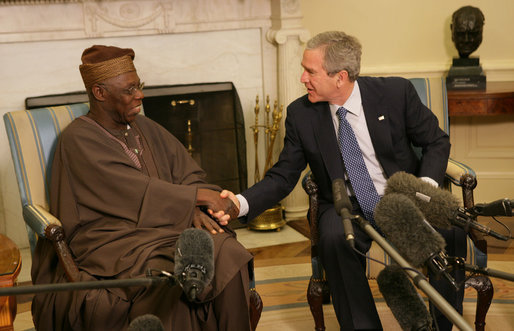
백악관에서 조지 W. 부시 대통령과 함께(2006년)

1995년 오바산조는 사니 아바차 장군을 물러나게 하는 데 쿠데타에 음모를 꾸민 위조 문책에 투옥되었다.  그는 1998년 7월 8일 아바차의 갑작스런 사망 후 만에 석방되었다.  교도소에 있는 동안 오바산조는 신앙을 새롭게 한 기독교인이 되었다.
1999년 오바산조는 나이지리아 연방 공화국의 대통령이 되었다.  그해 5월 29일 군사 정권의 16년 세월 후에 나이지리아에서 처음으로 선출된 민간인 국가 원수로서 오바산조가 취임한 날은 이제 나이지리아에서 공휴일로서 "민주주의의 날"로 기념되었다.
올레세군 행정부는 나이지리아인들의 신분에 상관없이 국민들의 생활들을 긍정적으로 강한 영향을 준 계획들을 창시하고 집행하였다.  그것들은 빈곤 근절 프로그램, 더 많은 기본적 시설의 규정을 촉진하는 데 나이저강 삼각주의 설립과 그 삼각주의 석유 생산 공동체들에서 사회 봉사들, 만국 기초 교육과 기본적 시설의 정통적 향상을 포함하였다.  이것들은 불우한 나이지리아인들의 경제, 교육과 정치적 개발을 변화시키는 데 목표가 되었다.
오바산조는 2003년 선거에서 무하마두 부하리 장군과 추쿠에메카 오디메구 오주쿠를 꺾은 압도적 대승리에서 재선되었다.

## 대통령 이후
2008년 오바산조는 유엔에 의하여 아프리카를 위한 특별 교섭인으로 임명되었고, 아프리카 연합과 대륙을 걸쳐 서아프리카 경제 공동체의 국가들을 대표하여 민주주의적 선거들을 감시하였다.
오바산조는 대륙으로 세계 지도자들의 위탁들을 전하는 것에 그들의 주의에 전념하는 데 2007년 4월에 발포된 아프리카에 독립적인 권한인 아프리카 진보 구획 (APP)의 회원이다.  구획은 2008년 6월 16일 월요일 런던에서 〈아프리카의 개발:약속들과 전망들〉이라는 제목의 주요 보고를 발포하였다.
그는 또한 국제 공동체에서 민주주의와 변화를 흥행하는 데 창조된 독립적 비영리적인 기구 마드리드클럽의 일원이기도 하다.  그 회원들은 60개 이상의 국가들에서 온 100명 이상의 민주적으로 선출된 대통령과 총리들이다.
2021년 8월, 아프리카 연합은 올루세군 오바산조를 아프리카 뿔의 평화 고위 대표로 임명했습니다.

## 개인 생활:부인들과 자녀들
오바산조는 3번이나 결혼하였다고 한다.  처음에 자신의 초기 자식들의 모친이었던 올루레미 여사에게 결혼하였으며, 그 당시 자식들 중에 가장 잘 알려진 이는 전 오군 주의 상원 이야보 오바산조-벨로 박사이다.
그의 두번째 부인은 린다 여사였는 데 그녀는 1987년 자신의 차로부터 나오라고 명령한 무장 남자들에 의하여 살해되었다.
그의 세번째 부인은 나이지리아의 영부인을 지낸 스텔라 여사이다.  그녀는 2005년 스페인에서 표면 수술을 맏은 후에 사망하였다.
오바산조의 다른 현저한 자식들은 마이크로소프트를 위한 주요 프로그램 매니저 다레 오바산조와 플래토주에서 3 사단의 중령 아데보예 오바산조를 포함한다.

## 논쟁들
오바산조는 정치적 진압을 위한 책임으로 고발되었다.  하나의 특정한 보기에서 나이지리아의 음악가이자 정치적 활동가 펠라 쿠티는 그의 친교 중의 하나가 군인들과 언쟁에 연루된 후에 그의 울안은 급슥을 당하여 바닥으로 불타버렸다.
펠라와 그의 가족은 매를 맞고, 강간을 당하였으며 정치적 활동가인 그의 모친 푼밀라요 란소메 쿠티는 창문 밖으로 내던져지며 살해되었다.  그녀의 관은 정치적 진압에 대항하는 항의로서 오바산조의 막사로 들어졌다.
오바산조는 또한 자신이 대통령으로서 3번째, 4년을 지낼 수 있는 헌법을 변경하는 계획인 자신의 3번째 임기 협의 사항을 여기는 논쟁에서 분규되기도 하였다.
이 일은 나이지리아에서 정치적 매체 소란으로 이끌었다.  법령은 국회에 의하여 비준되지 않았고, 그 결과로 오바산조 대통령은 2007년 4월 총선 후에 사직하였다.

## 역대 선거 결과
| 선거명      | 직책명              | 대수 | 정당       | 득표율 | 득표수       | 결과 | 당락 |
| ----------- | ------------------- | ---- | ---------- | ------ | ------------ | ---- | ---- |
| 1999년 선거 | 나이지리아의 대통령 | 11대 | 국민민주당 | 62.78% | 18,738,154표 | 1위  |      |
| 2003년 선거 | 나이지리아의 대통령 | 11대 | 국민민주당 | 61.94% | 24,456,140표 | 1위  |      |